# Arbre de Dyson

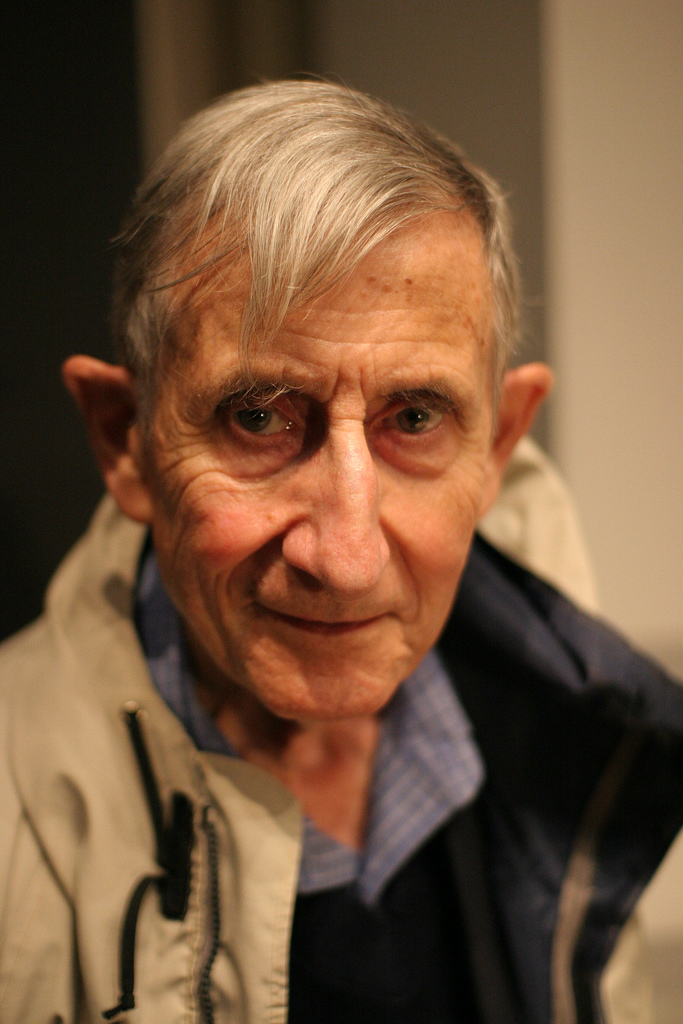
Freeman Dyson en 2005.

Un arbre de Dyson est une plante hypothétique génétiquement modifiée (éventuellement ressemblant à un arbre) capable de croître à l’intérieur d’une comète, une idée proposée par le physicien Freeman Dyson,,.
Ces plantes pourraient produire une atmosphère respirable dans les cavités internes de la comète (ou même à l’intérieur des plantes elles-mêmes), en utilisant l’énergie solaire pour la photosynthèse et les matériaux cométaires comme nutriments. Cela permettrait de créer des habitats spatiaux autonomes pour l’humanité dans les régions externes du système solaire —analogues à une serre spatiale, à une coquille construite par un mollusque ou encore à l’action de plantes thermogéniques, telles que le pied-de-veau (skunk cabbage) ou le lys vaudou (voodoo lily).
Un arbre de Dyson pourrait être constitué de quelques structures principales formant un tronc sortant du noyau de la comète, se ramifiant en branches et en feuillage qui s’entrelacent pour former une structure sphérique pouvant atteindre des dizaines de kilomètres de diamètre.

## Dans la science-fiction
Les arbres de Dyson sont mentionnés à plusieurs reprises dans la science-fiction, à partir des années 1980 :
- L’une des premières apparitions du concept se trouve dans Tree House (1984) de Rachel Pollack[5].
- Le concept est abordé dans le livre de non-fiction Comet (1985) de Carl Sagan et Ann Druyan ; plusieurs illustrations d’arbres de Dyson autour de Saturne et dans l’espace interstellaire, réalisées par Jon Lomberg, y sont incluses[6].
- Dans le roman transhumaniste Vacuum Flowers (1987) de Michael Swanwick, des « dysonsworlders » ont établi des colonies arboricoles dans le nuage d'Oort[7].
- Sous le nom de « Peupliers de l’Espace », les arbres de Dyson apparaissent dans les romans de science-fiction The Genesis Quest et Second Genesis de Donald Moffitt. Ces arbres servent à la fois d’habitats et de vaisseaux spatiaux, propulsés par des feuilles externes réfléchissantes servant de voiles solaires biologiques[8],[9].
- Dan Simmons fait également référence aux arbres de Dyson dans Endymion (1996) et L'Éveil d'Endymion (1997) – deux ouvrages de son cycle Hyperion Cantos. Dans ce dernier roman, il évoque un gigantesque système d’arbres entourant une étoile entière, rappelant une sphère de Dyson.
- Dans Manifold: Space (2001) de Stephen Baxter, le protagoniste Reid Malenfant se retrouve à un moment donné à l'intérieur d’un arbre de Dyson[10].
- Dans l’univers partagé Orion's Arm (établi en 2000), les arbres de Dyson et les « forêts d’arbres de Dyson » sont appelés orwoods ; ils ont été implantés dans de nombreux systèmes stellaires à travers l’espace terragène[11],[12]. Le mot « Orwood » dans ce contexte a été inventé à l’origine par Anders Sandberg[13].
- Le jeu de rôle Transhuman Space mentionne le début d’un projet d’arbre de Dyson à la station Yggdrasil[14].
- Le jeu de rôle Eclipse Phase Second Edition évoque l’arbre de Dyson comme exemple d’habitat biologique.
- Dans la série OVA Tenchi Muyo!, les Jurai utilisent des arbres capables de vivre dans l’espace comme vaisseaux ; dans le temple de la déesse Tokimi, on peut voir un immense arbre dont les racines enveloppent une planète[15].
- Dans la série The Dirty Pair, l’épisode « Run From the Future » se déroule dans l’habitat Nimkasi, un habitat hors-la-loi sous forme d’arbre de Dyson[16].
- Le jeu vidéo Eufloria est basé sur le concept d’arbre de Dyson[17].